# Ópera Real de Valonia
Ópera Real de Wallonie (Opéra royal de Wallonie) es la compañía de ópera de la ciudad de Lieja, Bélgica.
Es uno de los cuatro teatros de ópera de Bélgica con una importante temporada anual, las otras son las de Bruselas (La Monnaie), Gante y Amberes (Vlaamse Opera).
Fundada en 1967, la compañía y el ballet del mismo nombre tienen su sede en el Théâtre Royal de Liège, inaugurado en 1820, de estilo Neoclásico. Permaneció cerrado durante la Primera Guerra Mundial. El auditorio tiene capacidad para 1033 espectadores.